# シェイク・ユア・ハート
『シェイク・ユア・ハート』（デンマーク語: En kort en lang, 英: Shake it all about）は、2001年に製作されたデンマークの映画。マッツ・ミケルセン主演。
日本では2003年7月20日に第12回東京国際レズビアン&ゲイ映画祭にて上映された。

## キャスト
- ヤコブ：マッツ・ミケルセン
- ヨルゲン：トレルス・リュビュー
- キャロライン：シャーロット・ムンク